# Constâncio Roque da Costa
Constâncio Roque da Costa (Goa, Goa Sul, Salcete, Margão, 28 de Outubro de 1784 — Damão, 1 de Janeiro de 1836) foi um médico e político português.

## Família
Filho de Bernardo Francisco da Costa (Goa, Goa Sul, Salcete, Margão, 28 de Abril de 1741 - ?), descendente directo por varonia de Marada Poi, Brâmane Gaud Saraswat do século XVI, e de sua mulher (Goa, Goa Sul, Salcete, Margão, 31 de Maio de 1763) Teresa Angelina Barreto (Salcete, Margão, 22 de Março de 1750 - ?), ambos Goeses católicos.

## Biografia
Médico, foi eleito Deputado pela Índia Portuguesa às Cortes Gerais e Extraordinárias da Nação Portuguesa, em conjunto com o também Goês católico Bernardo Peres da Silva e com António José de Lima Leitão.

## Casamento e descendência
Casou em Salcete, Margão, a 14 de Fevereiro de 1819 com Ana Clara Constância Carlota Álvares (Salcete, Margão, 10 de Abril de 1801 - ?), filha de António do Rosário Gonzaga Álvares, de Margão, Capitão dos Granadeiros de Milícias e Cavaleiro Fidalgo da Casa Real por Alvará de 6 de Março de 1813, e de sua mulher e prima Maria Esperança Josefa Álvares, da qual teve dez filhos e filhas.